# リサ・オールプレス
リサ・ジョイ・オールプレス (Lisa Joy Allpress ONZM、旧姓マンビー (Mumby)、1975年5月20日生まれ)とはニュージーランドの女性騎手である。
オールプレスはニュージーランドで女性騎手として初めて1000勝を挙げた他、サウジアラビアで初めて勝利を挙げた女性騎手である。

## 概要
1975年5月20日に北島のストラトフォードにて生まれる。馬が身近な幼少期を過ごし、高校卒業後にワーキングホリデーを利用し日本の牧場で過ごし、その際に1994年のジャパンカップを観戦し騎手を志すようになる。
ウェイバリーにあるケビン・グレイ調教師の見習い騎手となる。1996年に騎手デビューし、同年3月初勝利。
2010年12月4日にキャプテンクックステークスをWe Can Say It Nowで制し、GI初勝利。
2011/12年のシーズンに159勝を記録し、リーディングタイトルを初めて獲得し、その後通算4回（2015/16年、2018/19年、2019/20年）獲得。
2013年にニュージーランドの女性騎手として初めて1000勝を達成。2024年8月時点で1948勝を挙げている。
2020年2月28日にサウジアラビアで開催されたインターナショナルジョッキーズチャレンジにて同国史上始めて女性騎手として勝利を挙げた。
2021年にニュージーランド・メリット勲章を授与される。
騎手としては短期騎手免許制度を利用し2002年に初来日（当時は結婚前だったためリサ・マンビーとして騎乗）、同年4月28日の新潟1R3歳未勝利戦をシンボリスキャン騎乗で勝利し、JRA初勝利を挙げる。その後2015年と2016年にも同様に短期免許で来日した他、2019年にはワールドオールスタージョッキーズに招待された。その後2024年のワールドオールスタージョッキーズに再び招待されたが、同年8月7日リカルトンパーク競馬場でのレースで落馬負傷したため、8月9日にJRAより出場を辞退することが発表された。辞退したことにより代わりにカリス・ティータンが招待されることとなった。
その後2024年末に一旦復帰したが、2025年1月に落馬負傷し、再び戦線離脱を余儀なくされた。

## 私生活
2002年に調教師のカール・オールプレスと結婚。2人の間に男の子2人が生まれ、現在はワンガヌイにある牧場で一家4人で暮らしている。オールプレス家には佐々木大輔がホームステイしたことがある。

## 主な勝ち鞍
- キャプテンクックステークス - We Can Say It Now（2010年）
- タージノトロフィー - Ocean Park（2012年）[11]、Dark Destroyer（2022年）
- ニュージーランドオークス - Sentimental Miss（2019年）
- ハービーダイクステークス - Valley Girl（2016年）
- マナワツサイヤーズプロデュースステークス - Luna Rossa（2016年）
- レヴィンクラシック - Dukedom（2016年）、Bonham（2021年）